# Ilha das Cobras
Ilha das Cobras är en ö i vid Guanabarabukten i Rio de Janeiro i Brasilien.
På Ilha das Cobras ligger den brasilianska marinens varv Arsenal da Marinha do Rio de Janeiro. Tidigare sammanbands Ilha das Cobras med fastlandet med hängfärjan Ponte Alexandrino de Alencar. Den byggdes 1910–1914 och öppnades för trafik 1915. Den revs 1935, efter det att den ersatts av den från 1930 byggda fasta bron Ponte Arnaldo Luz. Hängfärjans spann var 171 meter långt och seglingshöjden 20 meter. 